# Grand Prix de Fourmies 1998
La 66e édition du Grand Prix de Fourmies a eu lieu le 13 septembre 1998. Elle a été remportée par l'Italien Luca Mazzanti.

## Classement final
Luca Mazzanti remporte la course en parcourant les 208 kilomètres en 4 h 51 min 11 s à la vitesse moyenne de 42,86 km/h.
| \| Classement général \| Classement général \| Classement général \| Classement général \| Classement général \| \| Coureur \| Coureur \| Pays \| Équipe \| Temps \| \| ------------------ \| ------------------ \| ------------------ \| ------------------------------ \| ------------------ \| \| 1er \| Luca Mazzanti \| Italie \| Cantina Tollo-Alexia Alluminio \| 4 h 51 min 11 s \| \| 2e \| Anthony Langella \| France \| Crédit Agricole \| + 1 s \| \| 3e \| Oscar Pelliccioli \| Italie \| Mercatone Uno-Bianchi \| + 19 s \| \| 4e \| Bo Hamburger \| Danemark \| Casino \| + 42 s \| \| 5e \| Sergio Barbero \| Italie \| Mercatone Uno-Bianchi \| + 42 s \| \| 6e \| Wilfried Peeters \| Belgique \| Mapei-Bricobi \| + 42 s \| \| 7e \| Fabien De Waele \| Belgique \| Lotto-Mobistar \| + 42 s \| \| 8e \| Claudio Chiappucci \| Italie \| Ros Mary-Amica Chips \| + 42 s \| \| 9e \| Stéphane Cueff \| France \| Mutuelle de Seine-et-Marne \| + 42 s \| \| 10e \| Paolo Valoti \| Italie \| Cantina Tollo-Alexia Alluminio \| + 49 s \| |                    |          |                                |                 |
| |                    |          |                                |                 |
| Source : Cycling Archives |                    |          |                                |                 |
| Classement général |                    |          |                                |                 |
| Coureur | Coureur            | Pays     | Équipe                         | Temps           |
| 1er | Luca Mazzanti      | Italie   | Cantina Tollo-Alexia Alluminio | 4 h 51 min 11 s |
| 2e | Anthony Langella   | France   | Crédit Agricole                | + 1 s           |
| 3e | Oscar Pelliccioli  | Italie   | Mercatone Uno-Bianchi          | + 19 s          |
| 4e | Bo Hamburger       | Danemark | Casino                         | + 42 s          |
| 5e | Sergio Barbero     | Italie   | Mercatone Uno-Bianchi          | + 42 s          |
| 6e | Wilfried Peeters   | Belgique | Mapei-Bricobi                  | + 42 s          |
| 7e | Fabien De Waele    | Belgique | Lotto-Mobistar                 | + 42 s          |
| 8e | Claudio Chiappucci | Italie   | Ros Mary-Amica Chips           | + 42 s          |
| 9e | Stéphane Cueff     | France   | Mutuelle de Seine-et-Marne     | + 42 s          |
| 10e | Paolo Valoti       | Italie   | Cantina Tollo-Alexia Alluminio | + 49 s          |